# Курорт Гаргінський
Курорт Гаргінський (рос. Курорт Гаргинский) — селище Курумканського району, Бурятії Росії. Входить до складу Сільського поселення Аргада.
Населення — 0 осіб (2015 рік).